# Orthurus heterocarpus
Orthurus heterocarpus là loài thực vật có hoa trong họ Hoa hồng. Loài này được (Boiss.) Juz. mô tả khoa học đầu tiên.